# Peter Timmer
Charles Peter Timmer (* 29. Juli 1941 in Troy (Ohio)) ist ein US-amerikanischer Agrarökonom. Er ist Fellow am Center for Global Development (CGD) und Professor emeritus der Harvard University und der University of California, San Diego.

## Leben
In seiner Jugend arbeitete Timmer in der Tomatenverarbeitung der Tip Top Canning Co. in Tipp City. 1959 begann er ein Studium der Wirtschaftswissenschaften an der Harvard University (A.B., 1963). Von 1964 bis 1966 arbeitete er als Analyst bei W. R. Grace and Company. Danach kehrte er für einen M.A. (1968) und einen Ph.D. (1969) nach Harvard zurück. Von 1968 bis 1975 lehrte er an der Stanford University und von 1975 bis 1977 an der Cornell University. Danach kam er als Professor nach Harvard und ist seit 1998 emeritiert. Von 1998 bis 2003 war er Professor an der UC San Diego und ist seit 2003 emeritiert. Von 2003 bis 2004 war er Vizepräsident und Chefökonom bei Development Alternatives Inc. Seit 2004 ist er Fellow am CGD.

## Arbeit
Timmers Forschungsgebiete sind Armut und Wirtschaftswachstum (insbesondere in Asien und speziell Indonesien), die Supermarkt-Revolution in Entwicklungsländern und ihre Auswirkungen auf Arme, die strukturelle Transformation sowie der Reisweltmarkt.
Für seine Arbeit in Indonesien erhielt Timmer 1992 Bintang Jasa Utama, die höchste Auszeichnung Indonesiens, für seine Beiträge zur Ernährungssicherheit. Timmer war Berater des USAID, des Weltentwicklungsbericht 2008, und berät derzeit die Bill and Melinda Gates Foundation.

## Ehrungen
- 2012: Leontief-Preis[1]